# NEWS×it
『NEWS×it』（ニュース×イット）は、くろはによる日本の漫画作品。スクウェア・エニックスのウェブコミック配信サイト『ガンガンONLINE』にて毎月第1・第3週更新で、2015年4月2日から2016年3月3日まで連載された。ニュース番組を題材にした一話完結のギャグ作品。

## 登場人物
武藤 玲子（むとう れいこ）
「TV Azarashi」の夜の報道番組『NEWS×it』の番組メインキャスター。入社2年目。キャスターにあるまじき本音を連発する自由奔放な性格。視聴率は持っているらしい。
スタイルが良く巨乳であり、ネットの専用スレでも注目されている。「手術中」が言えず何度も自主リテイクした挙げ句に結局断念するなど、やや滑舌は怪しい。大学生時代、男に媚びを売る嫌いな女が女子アナを目指していたため、「なら自分がなってやろう」という当てつけだけでアナウンサーになった。たまにお天気コーナーにも出演する。名前の由来は無糖、アイスコーヒー（冷コー）。
鳩谷 三郎（はとや さぶろう）
入社4年目のキャスター。武藤さんの隣で原稿を読む。ツッコミ役。プラモデルが趣味。名前の由来は鳩サブレー。
内藤 雨音（ないとう あまね）
『NEWS×it』内のお天気情報コーナー担当。武藤の同期。名前は両親がオシャレと思ってつけたが、そのため小学校時代は雨女と呼ばれていた。性格は控えめな常識人タイプ。武藤とは「雨ちゃん」「レーコ」と呼び合っている。名前の由来は甘納豆。
安野 美月（あんの みつき）
『NEWS×it』内のスポーツ情報コーナー担当。年齢は非公表で、入社は鳩谷の一個上。なぜ自分ではなく後輩の武藤がメインキャスターなのかと思っているが、スポーツ担当になったからには絶対に野球選手と結婚してやろうというポジティブさも持っている。酒好き。名前の由来はあんみつ。

## 単行本
- くろは 『NEWS×it』、スクウェア・エニックス〈ガンガンコミックスONLINE〉、全2巻
  1. 2015年10月22日発売[1]、ISBN 978-4-7575-4763-6
  2. 2015年10月22日発売[2]、ISBN 978-4-7575-4912-8

作者の他の作品と同様、間に「THE CHOCOMINT SCREAM」や「LAZY DAYS」といったフリーコーナーが挿入されている。
『帰宅部活動記録』とのコラボレーション漫画も掲載されている。